# Eric Viscaal
Eric Viscaal (Eindhoven, 20 marzo 1968) è un allenatore di calcio ed ex calciatore olandese, di ruolo attaccante. Ha guadagnato cinque presenze nella nazionale olandese di calcio ed è stato parte della loro squadra a UEFA Euro 1992. Viscaal ha vinto il premio di giovane calciatore professionista dell'anno per la stagione 1988-89.

## Palmarès

### Club

#### Competizioni nazionali
- Campionato olandese: 2

PSV Eindhoven: 1986-1987, 1987-1988
- Campionato svizzero: 1

Grasshoppers: 1995-1996

### Individuale
- Miglior giovane del campionato belga: 1[senza fonte]

1988-1989